# Parkour
Pour les articles ayant des titres homophones, voir Parcours.
Ne doit pas être confondu avec Course à obstacles ou Parcours du combattant.
Le parkour  (PK) est une méthode d'entraînement pour franchir toutes sortes d'obstacles dans des environnements urbains ou naturels, comme les forêts. Les pratiquants sont dénommés « traceurs » ou « traceuses ».
En tant que loisir ou discipline sportive autonome, le parkour est apparu en banlieue parisienne, à Lisses, au début des années 1990. Il est longtemps resté inconnu du grand public et des institutions sportives, mais il bénéficie désormais d'une large exposition médiatique (publicité, films, jeux vidéo). De nombreux collectifs de pratiquants du parkour ont largement contribué à diffuser la pratique, en publiant leurs vidéos sur les réseaux sociaux.

## Terminologie
Le mot « parkour » est une référence au parcours du combattant, créé par Georges Hébert durant la Première Guerre mondiale, mais son orthographe est modifiée. Parkour s'abrège parfois en « PK » ou « pk ». Le terme s'utilise souvent de manière générale (comme dans cet article), mais il désigne parfois un style spécifique basé sur des techniques « efficaces » et « utiles » (selon David Belle), par opposition à des techniques de franchissement plus spectaculaires.
L'expression « art du déplacement » est le terme officiel en France selon le ministère des Sports, pour désigner l'ensemble de ces activités sportives. Cette pratique est une variante enseignée par le groupe Yamakasi, avec comme finalité le déplacement dans l'environnement comme outil pour le développement complet de l'individu.
Le free running ou free run (« course libre ») est une expression plus récente, utilisée notamment par les anglophones ou pour distinguer des pratiques plus acrobatiques (saltos).
Le grand public désignait parfois cette activité par « yamakasi », en référence au groupe français de pratiquants et acteurs dans le film Yamakasi (2001).

## Histoire

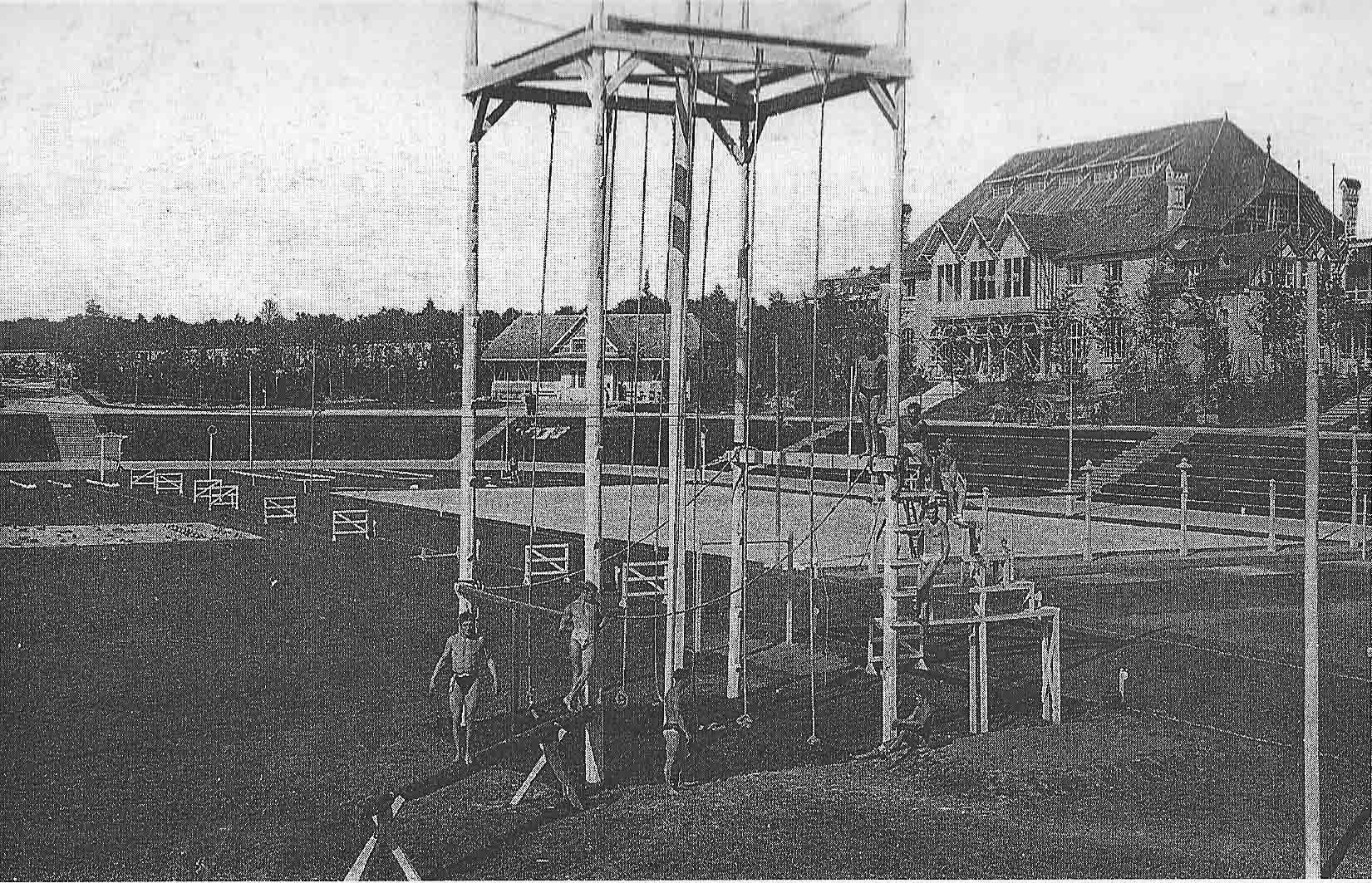
Entrainement en 1913 au Collège d'athlètes de Reims de G. Hebert.

Les concepts du franchissement d’obstacles et du déplacement efficace existent depuis toujours. Des techniques de franchissement font notamment partie de la pratique de certains arts martiaux, de la gymnastique ou bien de l'entrainement militaire (parcours du combattant).
En tant que discipline sportive autonome, David Belle est reconnu comme l’inventeur du parkour au début des années 1990 à Lisses (banlieue parisienne). Il fut lui-même inspiré par son père, Raymond Belle, qui s’entraînait selon les concepts de la Méthode naturelle de Georges Hébert, dont est, de fait, directement issu le « parkour ».
Un des lieux emblématiques de la discipline est La Dame du lac, sculpture d'escalade (aujourd'hui interdite au public) située dans le parc d'Évry-Courcouronnes, qui servait de terrain d'entrainement aux premiers pratiquants. En 1998, David Belle et Sébastien Foucan se séparent des Yamakasi. David Belle refonde un groupe appelé « Les Traceurs »: c'est « la Relève », qui participe à la médiatisation de cette discipline. Les sept autres membres fondateurs popularisent le parkour en France en 2001 grâce au film Yamakasi. Enfin, le dernier cofondateur, Sébastien Foucan, quitte la Relève et participe en 2003 au documentaire de la BBC, Jump London, qui fait découvrir la discipline aux Britanniques (sous les dénominations parkour et free running).
Dès 2004, le parkour devient un phénomène mondial sur Internet grâce au fort impact visuel de la discipline. Vers 2006, de nombreuses associations voient le jour. À la même époque, il gagne les gymnases et une variante plus acrobatique fait son apparition : le free running. 
La même année en France, la discipline est officiellement intégrée par la Fédération française de gymnastique (FFGYM) en reconnaissant comme épreuve le speed-run (sprint) et le freestyle. Des athlètes s'affronteront sur ces épreuves (catégories homme et femme) pour la première fois aux jeux mondiaux de 2022 à Birmingham.

## Entraînement

### Contenu de séance
Une séance classique de parkour se compose d’un échauffement, d’un travail technique ou physique ou d’une phase d’exploration, et d’une phase de retour au calme. Cependant la pratique étant récente et peu encadrée, il arrive souvent que des pratiquants ne travaillent que les mouvements techniques au détriment de tous autres aspects.
Une façon très courante de s’entraîner est de partir en groupe de quelques personnes à travers la ville ou la campagne, en s’arrêtant de site en site pour travailler les gestes techniques. Les sites sont soit connus à l’avance, soit découverts au fur et à mesure de la déambulation.

### Lieu de pratique
Le parkour se pratique en extérieur, dans le milieu urbain public ou dans les parcs et forêts mais aussi en salle pour s'entraîner sans se blesser. Ces endroits présentent en effet de nombreux obstacles tels que murs, barrières, arbres et cours d’eau. La plupart du temps l’entraînement se fait au niveau du sol, et parfois, pour des personnes très entraînées, en hauteur, par exemple entre des immeubles d’habitations.
Avec son institutionnalisation, la pratiquea gagné les gymnases. En général le matériel de gymnastique est détourné pour créer des obstacles et proposer un environnement en mousse moins dangereux. De même, des parkour-parks sont sortis de terre qui regroupent de nombreux obstacles en un même lieu.
En France, certaines villes ont aménagé des aires d’entraînement au parkour structurées, ouvertes au public. C’est le cas à Chambéry, où un espace dédié a été inauguré en avril 2024 par Playgones, offrant un cadre sécurisé avec un agencement adapté à la pratique du parkour. À Joinville-le-Pont, le complexe « Le Spot », inauguré en 2025, comprend une aire de parkour de 300 m² parmi d’autres équipements urbains (basket, escalade, pumptrack, etc.), conçus en partenariat entre la ville et Playgones,.

### Technique

#### Fondamentaux
Les fondamentaux sont un ensemble de gestes techniques utiles en toute circonstance. Ce sont par exemple la roulade (roulade sur l'épaule, similaire à celle que l'on retrouve dans des arts martiaux comme le judo et l'aïkido) et la réception. On[Qui ?] peut aussi regrouper sous cette dénomination des connaissances générales comme marcher sur une barrière et les bases de l’escalade.

#### Mouvements
Les mouvements techniques, en général simplement nommés « les techniques » par abus de langage, permettent de franchir des obstacles d’une manière spécifique. Par exemple le saut de précision permet de franchir un vide avec un point de réception étroit : du rebord d’un muret à un autre. Dans l'idéal, le traceur doit adapter ses mouvements à tout obstacle qui est sur sa route sans suivre de schéma fixe. Cependant, il existe un grand nombre de mouvements typiques utilisés dans le parkour :

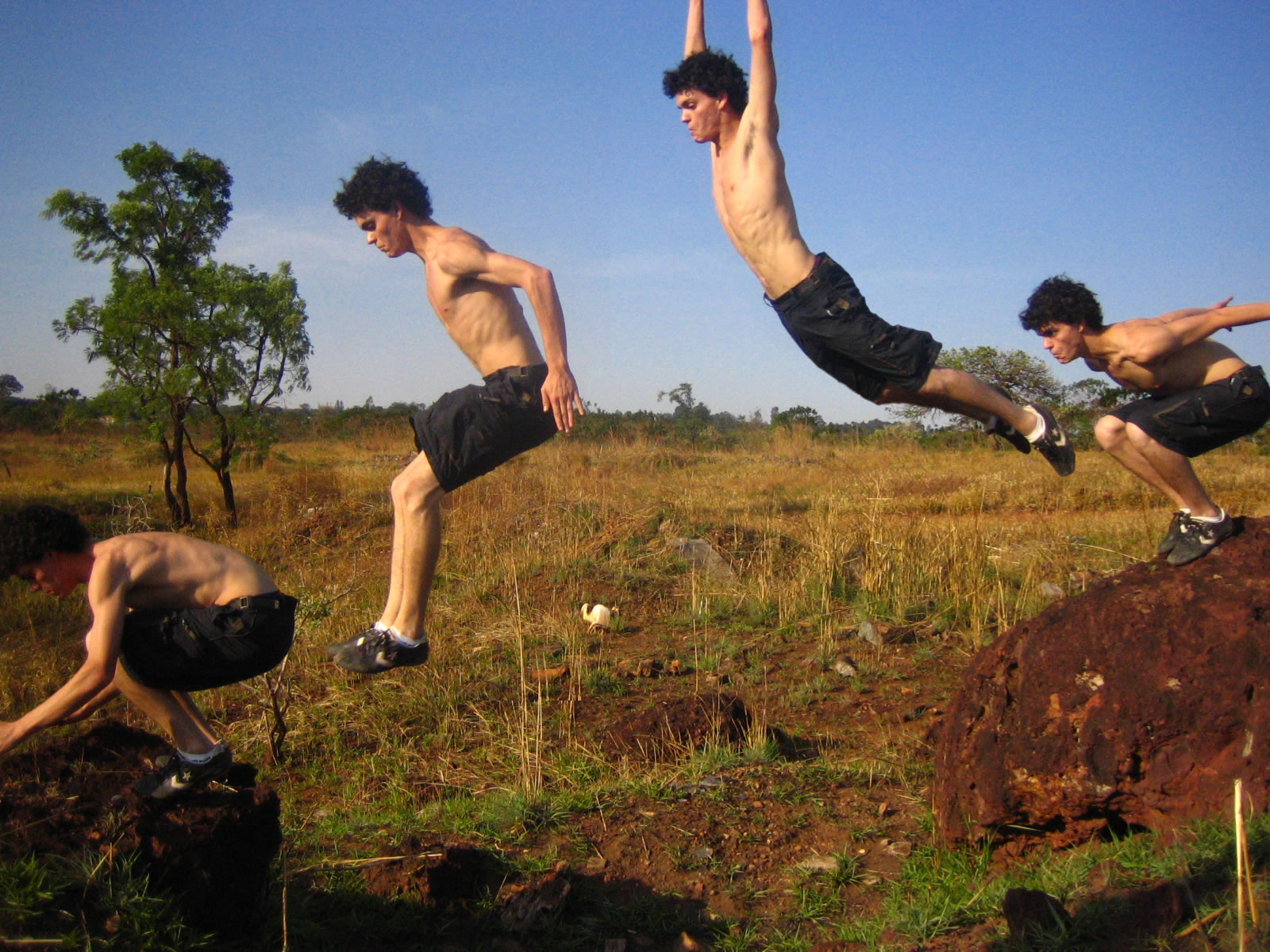
Décomposition du saut de précision.
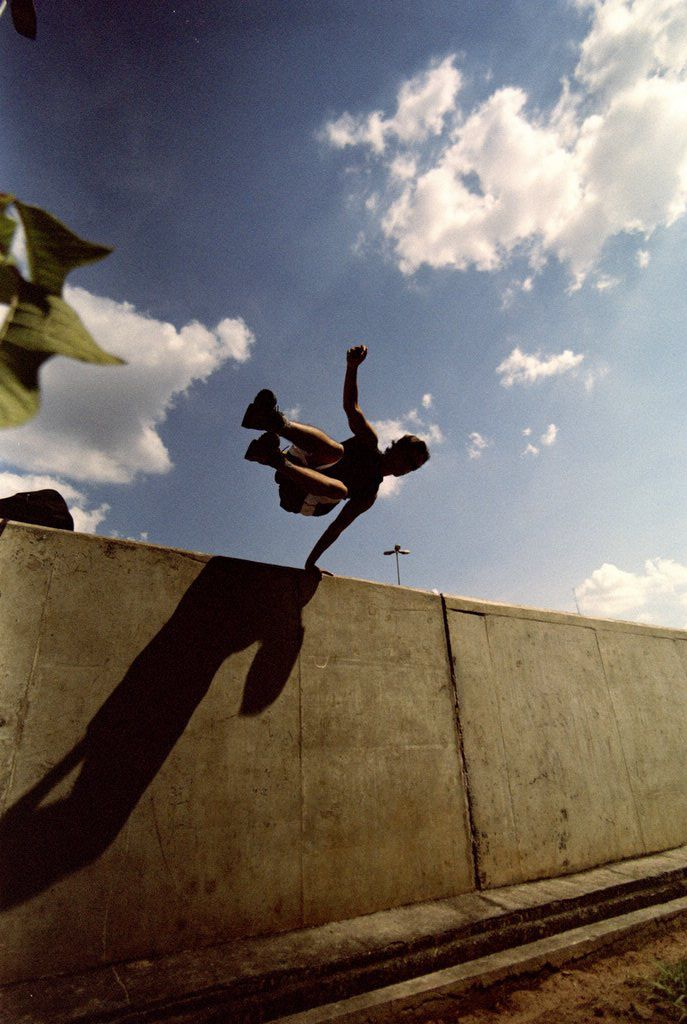
Passement rapide (ou saut du voleur).
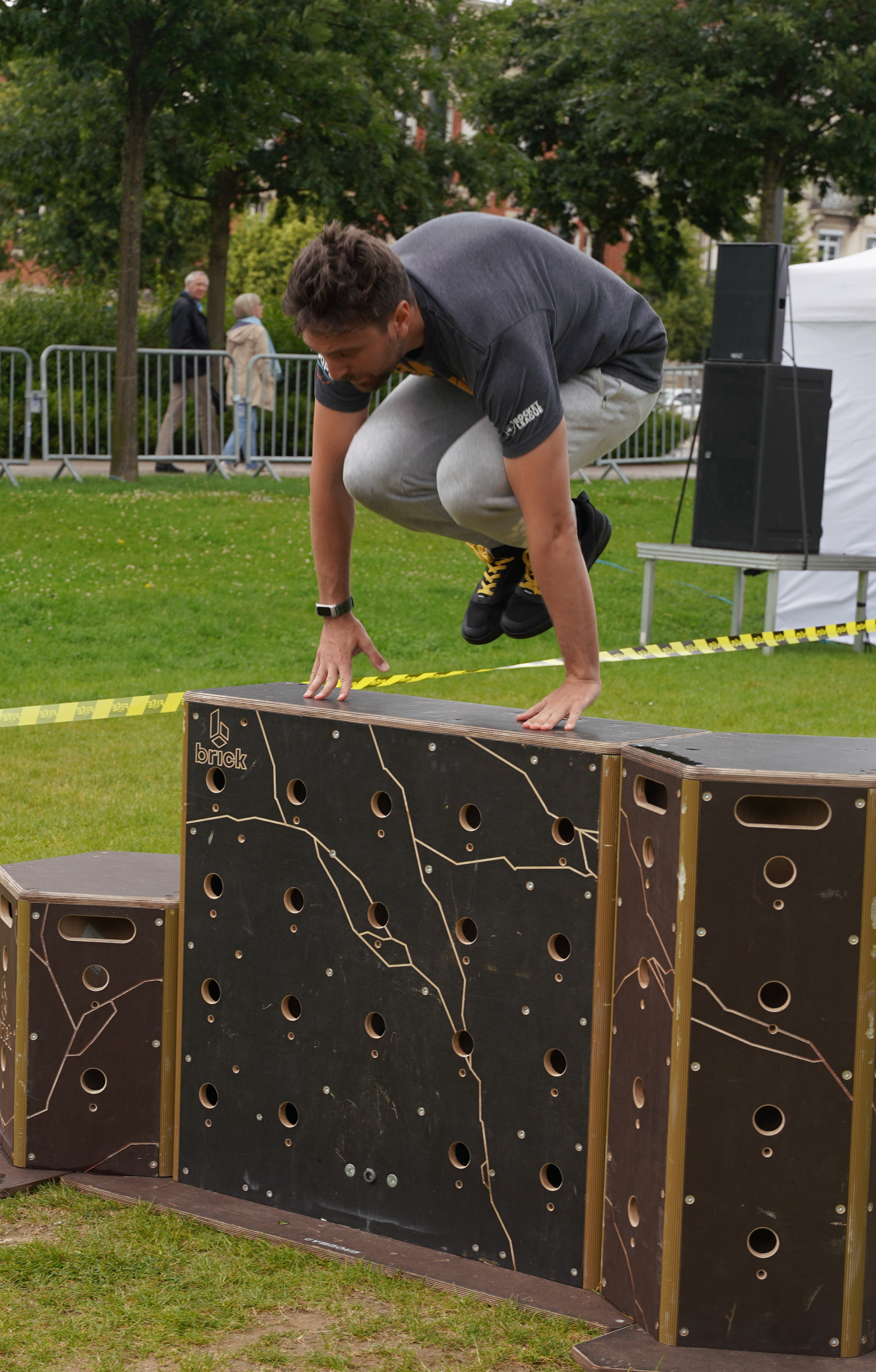
Saut de chat.

Balancébalancement suspendu à une barre ou une branche, en général une sorte de prise d'élan avant de lâcher la barre pour enchaîner sur un autre mouvement.
Lâchéconsiste à se lâcher d'une hauteur en se pendant par les bras puis en effectuant un saut de fond ou en se rattrapant à un autre objet situé en contrebas. Le lâché horizontal consiste à se rattraper avec les bras sur un autre appui situé à la même hauteur, souvent après un balancé.
Saut de précision ou saut de présssaut pieds joints sans élan, dont la réception se fait sur une petite surface (muret par exemple). On se réceptionne en se stabilisant sur le muret.
Saut de détentesaut réalisé avec élan pour franchir une distance impossible en saut de précision.
Saut de fondsaut en contrebas effectué d'une hauteur importante, suivi généralement par une roulade.
Passe barrièretechnique permettant de franchir une barrière en prenant appui avec les bras et en faisant passer ses jambes jointes d'un côté ou de l'autre ; il est également possible de vriller le passe barrière, on parle alors de « passe barrière 180 ».
Passement rapide ou saut de voleurfranchissement d'un obstacle bas avec un seul appui main et en passant la jambe extérieure avant l'intérieure.
Saut de paresseuxfranchissement d'un obstacle bas avec un seul appui main et en passant la jambe intérieure avant l'extérieure.
Passe-murailletechnique de franchissement d'un mur d'une hauteur assez importante ; consiste à prendre appui sur le mur avec un pied pour atteindre une plus grande hauteur.
Planchetechnique permettant d'atteindre le sommet d'un obstacle auquel on est suspendu par les bras, les pieds pendant dans le vide ou reposés contre la partie verticale d'un mur. Elle combine une traction suivie d'une antépulsion pour se hisser en haut de l'obstacle. Les pompiers français s'entraînent à ce mouvement sur une planche en hauteur, d'où son nom. Également appelé muscle up.
Saut de chatfranchissement d'un obstacle en plongeant et en poussant sur les bras afin de faire passer ses jambes entre ses bras.
Double saut de chatsaut de chat avec deux appuis mains sur deux obstacles se suivant.
Dashfranchissement d'un obstacle en balançant tout d'abord les deux pieds par-dessus l'objet en question. Les deux mains servent d'appui sur l'objet (table, muret, etc.) pour terminer le franchissement de l'obstacle.
Saut de brassaut utilisant pour la réception les bras, après amorti des jambes.
Passage fluideégalement appelé interligne, mouvement de souplesse et de fluidité qui permet de passer les jambes puis tout le corps dans un passage étroit.
Tic-tactout mouvement dont au moins un appui des jambes ne se fait pas dans l'axe de la course d'élan, peut être qualifié de tic-tac. Souvent cela consiste à prendre appui sur un mur latéral.
Réceptionflexion contrôlée des jambes pour un atterrissage amorti (la réception se fait toujours sur l'avant du pied, les talons ne doivent pas toucher le sol).
Rouladelorsque la hauteur de chute est trop importante pour une réception simple, cette technique consiste à rouler sur la ligne diagonale du dos, dissipant ainsi l'énergie de la chute (à ne surtout pas confondre avec la roulade droite de gymnastique, dangereuse quand on fait du parkour ; par exemple la tête risquerait de cogner contre le sol). La roulade est aussi utilisée en tant que technique de « réchappe » après un faux mouvement.
Un traceur « a du flow » (« de la fluidité ») quand il sait enchaîner de nombreux mouvements techniques avec une grande fluidité et une grande maîtrise technique. « Avoir du flow » est l'un des objectifs des pratiquants.

## Risques
Le parkour est considéré comme un sport extrême à cause des risques de blessure en environnement extérieur mais surtout à cause de l’image spectaculaire véhiculée par les médias. Cela va à l’encontre du parkour en tant que méthode d’entraînement, qui ne cherche pas la performance mais la progression à un rythme personnel. Les traceurs emploient la devise « être et durer » pour indiquer la nécessité d’une progression relativement lente mais réfléchie.
Ainsi, certains fondateurs et pratiquants se prononcent contre l’institution de compétitions de parkour. En effet sous la pression du public, des traceurs pourraient tenter des mouvements au mépris du danger et se blesser gravement.

## Free running
Le free running / freerunning est une variante du parkour fondée principalement sur la vitesse, contrairement à ce dernier qui regroupe aussi le tricking. Cette discipline a été créée par Sébastien Foucan, un athlète français.
La définition floue de free runninga créé de nombreux abus. La simple reproduction de mouvements de gymnastique en extérieur (gymnastique urbaine), le tricking, les arts du cirque - qui pourtant ne comportent pas de déplacement à travers l’environnement - sont souvent dénommés free running. Ce mélange de plusieurs pratiques sous la dénomination de free running est dû principalement aux nouveaux venus dans la pratique, les néo-freerunners. Des compétitions de free running ont été organisées par Red Bull, les Red Bull Art Of Motion. Les meilleurs free runners du monde entier viennent à cette compétition comme Pedro Salgado ou Alfred Scott. Chacun représente en quelque sorte son pays. Ils doivent d'abord effectuer une vidéo pour montrer leurs compétences afin de se qualifier pour la compétition.
La plupart des techniques de free running sont fondées sur la gymnastique. Les appellations peuvent différer selon les pratiquants. Les noms des acrobaties ne sont donc pas fixes, ils varient en fonction de ceux qui les utilisent. Cependant certaines techniques semblent provenir directement de la communauté du freerun, inspirées par l’environnement extérieur :
Monkey gainer ou Kong gainercombinaison d'un saut de chat et d'un salto arrière.
Cast bomb ou castawaysalto arrière effectué à partir d'un appui sur les mains, d'un mur ou d'une barrière.
Kick the moon ou cheat gainersalto arrière effectué par le lancement de son pied vers l'avant (autre que l'appui)
Tracassersalto avant en se déplaçant vers l'arrière.
Gainersalto arrière en se déplaçant vers l'avant.
Webstersalto avant effectué par le lancement de son pied vers l'arrière.
Wall spinsalto costal effectué à partir d'un appui des mains sur un mur.
Wall flipsalto arrière effectué à partir d'un appui des pieds sur un mur.
Russiansalto avant effectué par le lancement des bras vers l'arrière.
Tunnel flipsalto sur le côté en se déplaçant vers l'avant.
Devil dropsalto avant, depuis une position agrippée (mur/barrière).
Corkvrille effectuée par le lancement de la jambe vers le haut et vers l'avant.
Fullsalto arrière en effectuant une vrille 360.
Palm flipsalto arrière effectué en poussant le mur avec ses mains.
Wall frontsalto avant effectué en posant le pied sur un mur.
360 dive roll ou Loydroulade plongée en effectuant une vrille 360.

## Finalité du parkour et valeurs
Les motivations des traceurs sont similaires aux pratiquants d’autres sports, particulièrement des sports extrêmes : développement physique, aspect communautaire, plaisir, connaissance et dépassement de soi, performance, passion… Ainsi le parkour peut être considéré comme une méthode d’entraînement, de développement physique ou un loisir sportif. De plus les traceurs évoquent des raisons spécifiques au parkour :
- Le parkour est dans la continuation naturelle des jeux d’enfants. Un traceur a la même attitude que les enfants dans les cours de récréation qui aiment courir, sauter et grimper partout sans se demander pourquoi[34].
- Le parkour, qui n’est pas codifié comme la plupart des sports, est une forme de liberté. Il permet de franchir des obstacles censés barrer le passage et accéder à des endroits a priori inaccessibles. Certains traceurs font le parallèle entre le franchissement d’obstacles physiques et le fait de surmonter les obstacles de la vie quotidienne[35].
- Le parkour est utile au-delà du simple développement physique. Les mouvements techniques permettent un déplacement efficace en cas de poursuite, de fuite, de sauvetage, ou simplement une bonne réception en cas de chute. Ainsi les techniques du parkour sont employées par les pompiers de Paris. Les traceurs qui cherchent l’utilité citent la devise de Georges Hébert « être fort pour être utile »[26].

### Enjeux politiques et philosophiques
Le Parkour est une discipline qui cristallise un certain nombre d’enjeux politiques et philosophiques.
En permettant une redécouverte de l’espace urbain, il permet de contester les normes et les dominations sociales inscrites en lui.
Dans son ouvrage La production de l’espace, Henri Lefebvre détaille comment les relations sociales de production sont renforcées grâce à la cartographie et à la disposition de l’espace urbain : « Les routes, les immeubles, les parcs, les écoles, même les rivières et les arbres situés en ville sont gérés comme des espaces sociaux basés sur les codes du marché capitaliste ».
Dans ce sens, pratiquer le Parkour est une forme de résistance collective. Beaucoup de traceurs considèrent que le mouvement athlétique dans la ville est trop souvent délimité à des terrains confinés et artificiels. La pratique du Parkour suggère que le sport n’a pas à être dénaturalisé et séparé du reste de l’espace de vie, mais devrait s’engager dans l’environnement quotidien.
Dans son article Parkour, Anarcho-Environmentalism, and Poiesis, Michael Atkinson interview des jeunes traceurs de Toronto, et l’un d’entre eux, Jim, exprime parfaitement cette idée :
« Si je reviens en arrière, et considère l’idée de courir sur un tapis (treadmill), six étages au-dessus du sol, avec un Ipod logé dans mes oreilles, dans une pièce climatisée, ça me rend malade. Aucune autre créature est « tordue » (fucked up) à ce point. On a peur de l’extérieur, et de faire ce qui est naturel en extérieur, parce qu’on nous a dit qu’on ne devait pas le faire. Courir ou autre est interdit par la loi presque partout, sauf dans les parcs situés à 10 miles (16,1 km) de là où j’habite. Je dois prendre un p*tain de bus pour pouvoir aller courir ».
Lorsqu’il est pratiqué dans l’espace public, le Parkour révèle, à travers son anormalité, la nature fondamentalement dominée de la vie urbaine.
Selon les mots de David Belle, « l’attitude du traceur, c’est aussi de savoir démentir les évidences, de garder un regard critique. Par exemple : les rues. Un itinéraire balisé où l’on n’a plus besoin de se demander si on doit l’emprunter ou non. C’est là, on le prend, c’est tout. Le Parkour, c’est l’esprit aventurier qui défie les terrains déjà conquis ». (David Belle, Urbanfreeflow.com).
Dans son article From Obstacle to Opportunity: Parkour, leisure, and the reinterpretation of constraints, Nathaniel Bavinton reprend l’idée de David Belle, à savoir « démentir les évidences », et la définis sous un angle post-structuraliste comme « refuser le sens socialement construit d’un objet, percer son existence comme artefact social, et le considérer pour ses qualités objectives et son potentiel d’utilisation ». On rejoint ici le concept d’affordance développé par James Gibson dans son ouvrage de 1979 sur la perception écologique. Ce concept décrit les possibilités offertes à celui ou celle qui le perçoit, en fonction de leurs capacités et aptitudes. Ainsi libéré de leur sens social, une barrière, un mur ou un muret deviennent tous des collections de surface et d’angle. Pour Michael & Stills (1992), « l’affordance ouvre l’horizon et permet de d’envisager le plein potentiel de la combinaison entre un organisme physique et un environnement physique ».
Ce travail de redéfinition des sens peut également être appréhendé sous l’angle de la phénoménologie d’Heidegger. Ce dernier, ayant beaucoup critiqué le désenchantement du monde par l’avènement des techniques et méthodes, évoque « l’autre côté » de la techne, à savoir cette possibilité de « dévoiler et révéler les réalités esthétiques et poétiques de l’humain à travers la subjectivité émotionnelle de l’expression et la réflexion ». C’est ce que les Grec anciens appelaient la poiesis. Pour eux, la poiesis permet de révéler des vérités humaines par l’art, l’esthétisme et l’émotion, offrant la « possibilité expérimenter les paramètres matériels et non-matériels de l’existence humaine ».

## Critiques
L'émergence du parkour, à l'identique d'autres nouvelles pratiques et sports urbains (skateboard, danses de rue, bmx, art de rue, etc.), est une remise en cause des usages de l'espace public. Le parkour peut ainsi apparaître aux riverains comme une activité gênante, génératrice d'insécurité et de désordre, ou comme un acte de provocation. Néanmoins ces considérations à l'égard de ces activités urbaines se sont progressivement modifiées.

### Dégradations

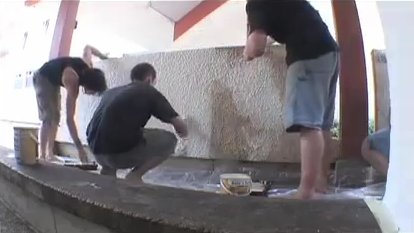
Des traceurs repeignent un mur sali à Lisses.

Dans des cas plus sérieux, les traceurs abîment involontairement le mobilier urbain par leurs sauts répétés (traces de chaussure ou dégradation de murs par exemple). Les traceurs ont pris conscience de ce problème et des initiatives ont vu le jour pour, par exemple, repeindre les murs salis.

### Parkour et terrains privés
Les traceurs sont parfois critiqués pour le passage sur des terrains privés. Pourtant, suivant les législations des différents pays les lois ne condamnent pas automatiquement le passage sur un terrain privé ni l’escalade d’enceintes. En Suède, le passage sur un terrain privé est un droit : allemansrätt. Aux États-Unis au contraire, la moindre atteinte à la propriété privée peut être punie. En France, le passage sur un terrain privé ou l’escalade d’enceintes est différent de la violation de domicile, ne rendant pas la pratique en terrain privé systématiquement punissable.

### Interdiction du parkour

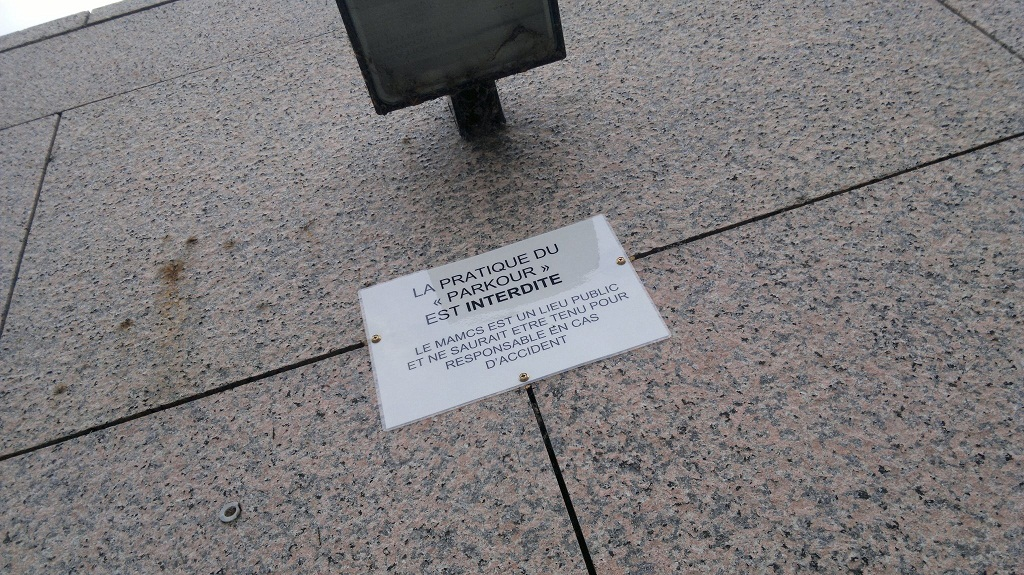
Interdiction du parkour à Strasbourg en 2012. L'interdiction a été levée en 2018.

Des autorités ont commencé à interdire le parkour dans le monde. Dans la plupart des cas l’interdiction est sans fondement juridique, puisque le parkour n’a de définition légale dans aucun pays sauf en Angleterre où le parkour a été reconnu comme un sport. Dans certaines villes où les associations locales collaborent avec les acteurs locaux, le parkour est toléré, voire apprécié.

## Communauté
Si le parkour est épisodiquement présent dans les médias généralistes ou sportifs, pour son aspect spectaculaire, il reste en grande partie underground. La pratique se fait majoritairement hors club de manière peu codifiée et non pas dans les structures sportives habituelles. Les traceurs se retrouvent et échangent grâce aux médias sociaux et à des forums Internet spécialisés. Les différentes teams se font connaître en publiant des vidéos sur Youtube. Des évènements occasionnels, les « parkour days », aussi appelées parkour jam à l'international, permettent la rencontre entre traceurs de villes ou de groupes différents.

## Organisations
Le parkour gagne les médias en 2003 et 2004, ce qui crée un afflux important de nouveaux adeptes. Ainsi, dès 2006, des clubs s’organisent pour répondre à une demande d’encadrement de la pratique, particulièrement en Europe et aux États-Unis. Les clubs sont majoritairement soit des organisations commerciales soit des associations à but non lucratif, suivant les traditions nationales. Il faut retenir que ces clubs ne représentent qu’une partie des pratiquants, une proportion difficile à estimer s’entraîne hors club.
Il existe trois clubs où les fondateurs du parkour enseignent encore directement,,. La légitimité des différentes associations à travers le monde est sujette à débat.
Par ailleurs, il n’existe en 2012 dans le monde qu’une seule organisation de parkour avec des pouvoirs consultatif et décisionnel officiels auprès d'un gouvernement : c’est Parkouruk en Angleterre, reconnue comme national governing body (« instance nationale responsable »). En 2017, certaines fédérations nationales se rassemblent pour former la fédération internationale Parkour Earth.
À partir de 2016 ont lieu les Championnats du monde de jeu du chat qui voient s’affronter des adeptes du parkour venant de plusieurs pays du globe. En 2019 à Londres, lors de la 4ème édition (WCT4) une équipe française (équipe United) devient championne du monde. La structure Championnat du monde de jeu du chat crée des championnats nationaux et continentaux.
La Fédération internationale de gymnastique (FIG) intègre le parkour comme une de ses disciplines en 2017 en reconnaissant comme programme le Speed-Run (Sprint) and Freestyle. La FIG Parkour World Cup a lieu pour la première fois en avril 2018. Il y a toutefois une levée de boucliers de la part des associations d'usagers. Un premier championnat du monde est prévu à horizon 2020.
C'est avec les jeux mondiaux de 2022 qu'a lieu la première édition du parkour aux mondiaux avec les épreuves de Speed et de Freestyle.

### En France
En France, c'est la Fédération Française de Gymnastique qui devient fédération délégataire de la discipline Parkour à partir de janvier 2020, à la suite de nombreuses négociations pendant lesquelles la Fédération Française d'Athlétisme et la Fédération Française de la Montagne et de l'Escalade étaient aussi envisagées. Comme la FIG, le FFGym propose deux programmes : le Speedrun (épreuve de vitesse) et le Freerun (épreuve de créativité acrobatique).
Plusieurs autres fédérations affinitaires existent, comme la Fédération de Parkour, et de plus en plus d'association sportives à but non lucratif se créent pour rassembler les pratiquants, encadrer et promouvoir ce sport, dialoguer avec les institutions (mairies). Cela permet aux pratiquants d'avoir accès aux gymnases pour s'entraîner sur du matériel éducatif.
Cependant, le parkour s'est très longtemps pratiqué en dehors de toute structure (hors-club), et continue d'être pratiqué individuellement ou en groupe à l'extérieur.